# Сент-Джордж (тауншип, Миннесота)
Сент-Джордж (англ. St. George) — тауншип в округе Бентон, Миннесота, США. На 2000 год его население составило 924 человека.

## География
По данным Бюро переписи населения США площадь тауншипа составляет 95,2 км², из которых 95,1 км² занимает суша, а 0,2 км² — вода (0,19 %).

## Демография
По данным переписи населения 2000 года здесь находились 924 человека, 312 домохозяйств и 253 семьи.  Плотность населения —  9,7 чел./км².  На территории тауншипа расположено 317 построек со средней плотностью 3,3 построек на один квадратный километр. Расовый состав населения: 99,24 % белых, 0,32 % коренных американцев, 0,11 % азиатов, 0,22 % c Тихоокеанских островов и 0,11 % приходится на две или более других рас.
Из 312 домохозяйств в 41,0 % воспитывались дети до 18 лет, в 72,1 % проживали супружеские пары, в 5,8 % проживали незамужние женщины и в 18,9 % домохозяйств проживали несемейные люди. 15,1 % домохозяйств состояли из одного человека, при том 7,1 % из — одиноких пожилых людей старше 65 лет. Средний размер домохозяйства — 2,96, а семьи — 3,28 человека.
29,5 % населения — младше 18 лет, 8,2 % — в возрасте от 18 до 24 лет, 27,6 % — от 25 до 44, 23,7 % — от 45 до 64, и 10,9 % — старше 65 лет. Средний возраст — 34 года. На каждые 100 женщин приходилось 112,4 мужчин.  На каждые 100 женщин старше 18 приходилось 111,4 мужчин.
Средний годовой доход домохозяйства составлял 50 694 доллара, а средний годовой доход семьи —  53 750 долларов. Средний доход мужчин —  31 528  долларов, в то время как у женщин — 24 167. Доход на душу населения составил 20 857 долларов. За чертой бедности находились 3,0 % семей и 4,8 % всего населения тауншипа, из которых 9,4 % младше 18 и 6,5 % старше 65 лет.